# Condado de Essex (Nova Iorque)
O Condado de Essex é um dos 62 condados do Estado americano de Nova Iorque. A sede do condado é Elizabethtown, e sua maior cidade é Ticonderoga. O condado possui uma área de 4 964 km²(dos quais 310 km² estão cobertos por água), uma população de 38 851 habitantes, e uma densidade populacional de 8 hab/km² (segundo o censo nacional de 2000). O condado foi fundado em 1799.